# Хабомаи
Хабомаи (яп. 歯舞群島 Хабомаи-гунто:) — японское название группы островов на северо-западе Тихого океана, вместе с островом Шикотан в советской и российской картографии включаемой в состав Малой Курильской гряды. В некоторых русскоязычных источниках встречается также название «Плоские острова». К группе Хабомаи относят острова Полонского, Осколки, Зелёный, Дёмина, Юрий, Анучина, Танфильева и ряд мелких. Отделены Советским проливом от острова Хоккайдо. Общая площадь архипелага составляет 99,94 км², из которых 59 % занимает остров Зелёный. На архипелаге господствует относительно мягкий океанический климат.

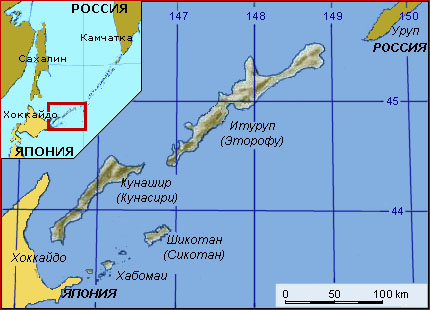
Южные Курилы с русскими и японскими названиями

Согласно федеративному устройству России, группа островов административно входит в Сахалинскую область в составе Южно-Курильского района в рамках административно-территориального устройства области и в составе Южно-Курильского городского округа в рамках муниципального устройства в области. Их принадлежность оспаривается Японией.

## Этимология и использование названия
Объединяющее японское название группы островов является производным от прежнего административно-территориального деления Японии: до 1945 года территория и окружающая акватория островов относилась к уезду Ханасаки; до 1 апреля 1959 года формально существовал уезд Хабомаи (фактически только на хоккайдовской части бывшего уезда Ханасаки).
До выделения Шикотана в отдельный уезд в 1885 году существовало и японское объединяющее название для всех островов Малой Курильской гряды (Шикотан вкупе с Хабомаи) — Шикотанские острова (яп. 色丹列島).
Острова до Второй мировой войны образовывали промысловые угодья села Хабомаи (основано в 1897 году ради освоения морских богатств «плоских островов» с главной селитебной частью на полуострове Немуро острова Хоккайдо; ныне часть города Немуро) — вследствие чего название села было распространено на данную островную группу. До того, как в 1915 году село Хабомаи включило в свой состав несколько более мелких прибрежных хоккайдовских деревень, острова точно так же назывались, по близости расположения к одной из них, островами Касива (яп. 珸瑤瑁諸島). Другое изредка встречавшееся довоенное название, в разных вариантах перевода с японского — острова Кристальные либо Кварцевые либо Хрустальные (яп. 水晶諸島, Суйсё).
С конца XX века в российском обществе идёт обсуждение о целесообразности использования названия «Хабомаи» на русском языке. Так, в постановлении Сахалинской областной думы от 18 февраля 1999 отмечалось, что название Хабомаи было использовано в ряде российско-японских соглашений 1998 года, что привело к широкому использованию этого названия в российских средствах массовой информации. В постановлении обращено внимание на письмо Межведомственной комиссии по географическим названиям РФ (письмо МВК от 1 октября 1997 года № 2257), а также на требования статей 8, 11 Федерального закона «О наименованиях географических объектов» от 18 декабря 1997 года № 152-ФЗ. Основаваясь на этих документах, Сахалинская областная Дума
1. потребовала считать недопустимым использование такого рода японских географических названий в российских официальных документах и средствах массовой информации;
2. предложила внести соответствующие изменения в российско-японские договоры 1998 года[12].

Отвечая на такого рода критику, министр иностранных дел России Игорь Иванов объяснил, что название «Хабомаи» было использовано «… в Совместной Декларации СССР и Японии от 19 октября 1956 года, которая была ратифицирована Верховным Советом СССР и является действующим международным договором. Поскольку международные договоры имеют приоритет перед внутренним законодательством, название „Хабомаи“ в последующем неоднократно использовалось в официальных российско-японских документах».
Летом 2006 года ИА «Sakh.com» рассказало о ситуации, когда использование названия «Хабомаи» на веб-сайте было признано административным правонарушением, за которое с руководителя сайта был взыскан штраф в размере 30 МРОТ (3000 рублей).

## Описание
Острова вытянуты в линию, параллельную Большой Курильской гряде, в 48 км южнее последней. Проливы между островами неглубоки, заполнены рифами и подводными скалами. Сильные приливно-отливные течения и устойчивые густые туманы делают проливы крайне опасными для плавания.
Большинство островов низменно. Ландшафты пустынные, каменистые, луговые; лесов нет, встречаются кустарниковые заросли и болота. Для данной группы островов характерен влажный морской климат с прохладным летом и мягкой зимой. Судя по наблюдениям за периодом размножения некоторых грызунов, который здесь длится до ноября, климат Хабомаев ещё более мягок, чем на Кунашире.
Гражданского населения на островах нет — только российские пограничники.
Архипелаг Хабомаи, наряду с островами Кунашир, Итуруп и Шикотан, является предметом территориального спора между Россией и Японией.

## Список островов

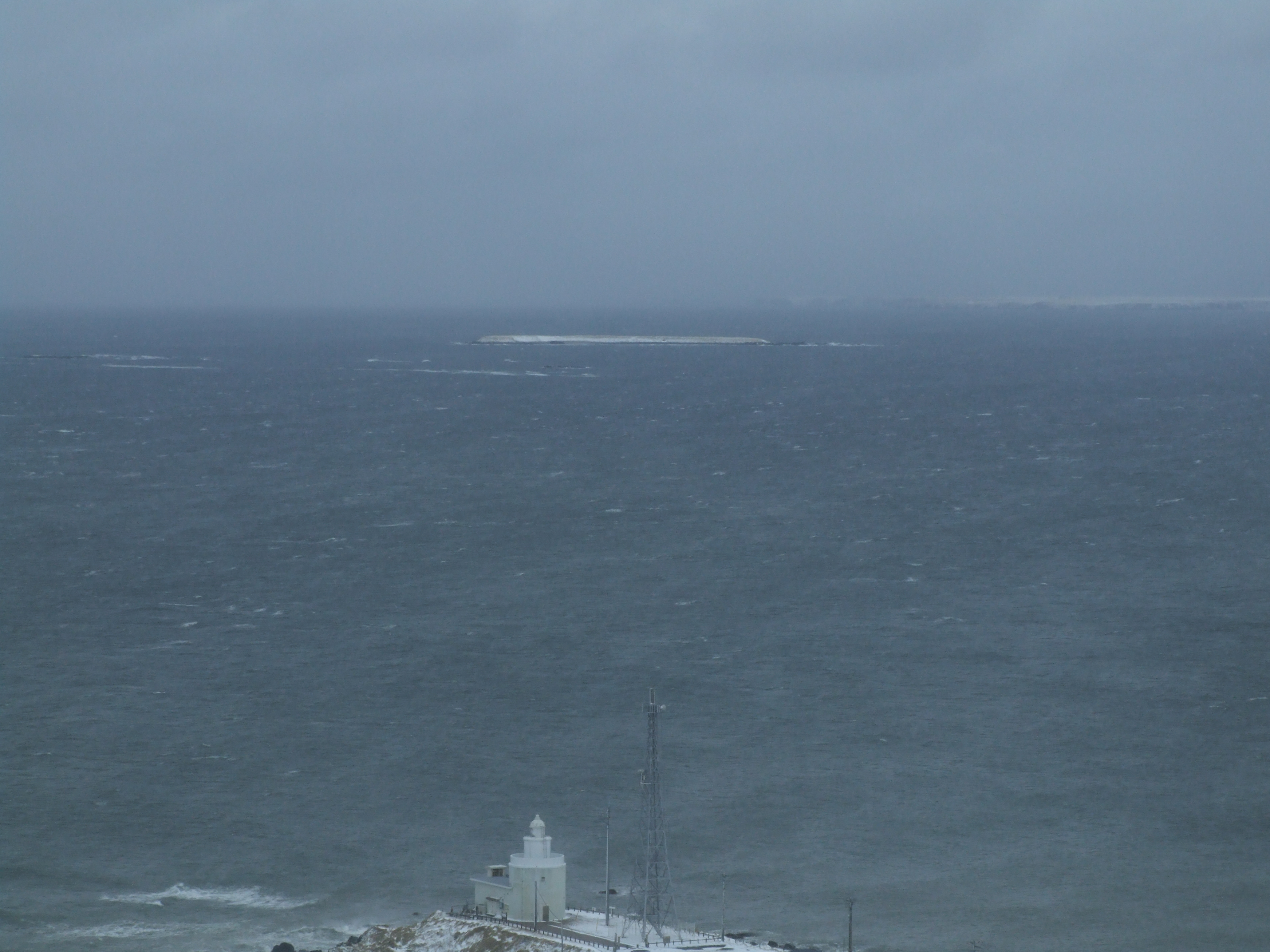
Вид на Хабомаи с Хоккайдо

- Остров Полонского (яп. 多楽島 тараку-то:, досл. «остров Большого веселья»)
  - Скала Чайка
- Острова Осколки
  - Скала Кира
  - Скала Пещерная (Канакусо) — на скале лежбище сивучей.
  - Острова Лисьи (Тодо)
    - Скала Парус (Хококи)

  - Острова Шишки (Кабуто)
    - Скала Свеча (Росоку)
- Остров Зелёный (яп. 志発島 сибоцу-то:, досл. «остров Устремления»)
- Острова Дёмина (яп. 春苅島 харукари-то:, досл. «остров Весенней жатвы»)
- Остров Юрий (яп. 勇留島 ю:ри-то:)
- Остров Анучина (яп. 秋勇留島 акию:ри-то:, досл. «остров Осенний Юри»)

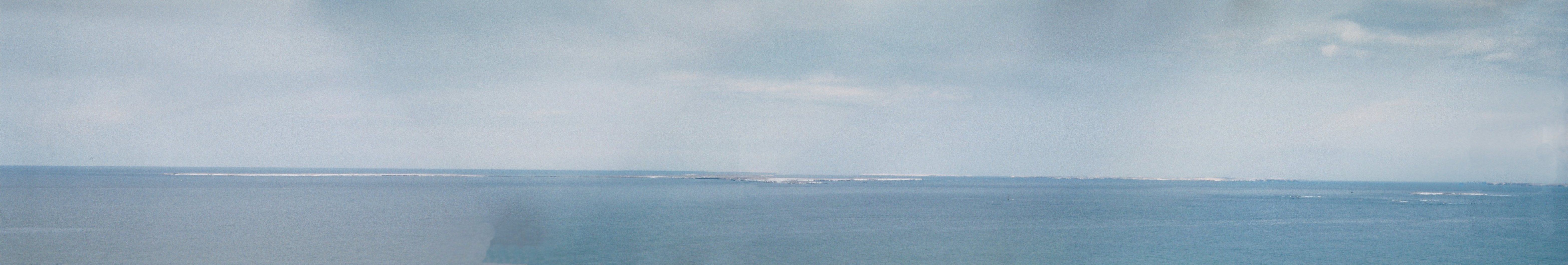
Панорама островов Хабомаи. Вид из Хоккайдо, полуостров Немуро (мыс Носаппу) 26 марта 2005 года.

  - Скала Удивительная (Ханарэ)
- Остров Танфильева (яп. 水晶島 суйсё:-дзима, досл. «остров Кристалл»)
- Банка Опасная
  - Остров Сторожевой (яп. 萌茂尻島 хоэмосири-то:)
  - Остров Рифовый (яп. オドケ島 одокэ-сима)
  - Остров Сигнальный  (яп. 貝殻島 кайгара-дзима)

## Климат
Архипелаг имеет довольно мягкий океанический климат с холодной затяжной весной; прохладным летом; тёплой, ясной и сухой осенью и довольно мягкой зимой. Сумма активных температур (>+10°С) здесь достигает в среднем 1563 °C в год. В результате сезон размножения грызунов продолжается до ноября, a климат вполне подходит для акклиматизации кроликов. Зимы многоснежны, но туманы и сильные ветра не позволяют образоваться устойчивому снеговому покрову зимой, что благоприятно для разведения скота. Средняя температура января на архипелаге —5,2 °C. Даже в самые холодные месяцы (январь и февраль) температуры редко опускаются ниже −6 °C. Рекордный минимум составляет −18 °C. Море вокруг островов не замерзает, но в суровые зимы с февраля по апрель может заполнятся плавучими льдами из Охотского моря. Летом много дождей. Средняя температура августа +16,1 °C, что, учитывая высокую влажность воздуха, этот показатель вполне комфортен для человека. Максимальная зарегистрированная температура за историю наблюдений составила +28 °C. Острова характеризуются достаточным увлажнением: количество осадков в среднем за год составляет здесь 1000—1020 мм, что ощутимо меньше чем на ещё более увлажнённом Шикотане — 1240 мм/год.

## Флора и фауна
Острова покрыты травянистой растительностью (осоково-злаково-разнотравные луга). Лесов нет, хотя современные археологические раскопки выявили, что ранее на крупных островах архипелага была широко распространена ель Глена, а также имелись небольшие по площади участки берёзовых лесов. Недавние исследования показали что луговые сообщества на острове распространились со времён среднего голоцена.
На архипелаге за всю историю орнитологических наблюдений отмечено 140 видов птиц, в том числе гнездящихся — около 40 видов. Остальные виды являются редкими или залётными. В XXI веке на архипелаг после многолетнего отсутствия вернулись каланы: в 2001 году здесь было учтено 33 особи (в основном на островах Дёмина).
Среди скал архипелага (субархипелаг Осколки) находится самое южное лежбище, где размножается сивуч.
Проливы между островами мелководны (2—8 м), богаты биоресурсами (треска, ламинария и другие).

## Геология
Остров Танфильева, на котором расположена погранзастава РФ, хорошо исследован геологами и океанологами, которые, анализируя его срезы, предприняли попытку восстановления хронологической геологии Малой гряды, а также соседних Кунашира и Хоккайдо. Островa полностью состоят из верхнемеловых образований. На одном из пляжей острова, размытом морем, на поверхность вышли остатки окаменелого дерева мелового периода возрастом более 60 миллионов лет, хотя в настоящее время лесов на острове нет. В среднем плейстоцене, около 170—180 тысяч лет назад, климат островов был теплее и здесь процветали устрицы. 125 тысяч лет назад, в период последнего межледниковья, океан затопил Хабомаи. Находясь ниже уровня моря, они превратились в мелководные банки. Тогда же море сгладило их, и острова стали почти плоскими. Около 35 тысяч лет назад на Хоккайдо произошло сильнейшее извержение вулкана Куттияро, который покрыл пеплом толщиной 1,5 м все острова Малой Курильской гряды, включая и южную часть о. Шикотан. Обнаружены и следы пепла других вулканов Итурупа и Кунашира. Из этого пепла образовался слой серо-голубой глины, над которым лежит слой торфа, достигающий в центральной части местного болота Танфильева толщины 2 м. В старых слоях торфа обнаружены следы цунамигенных песков. Во время последнего большого ледникового периода (18—20 тысяч лет назад) уровень океана снизился на 100—130 м. В это время Хабомаи и Кунашир соединились с островами Хоккайдо и Сахалин в единый сухопутный мост, покрытый бореальной и суббореальной растительностью из редкостойных лиственничных лесов и тундр. В XVII—XVIII веках климат островов был холоднее современного, а уровень океана — ниже. В этот «малый ледниковый период» на крупных островах гряды активно формировался слой молодого торфа.

## Население
Коренные жители архипелага — айны — были в основном депортированы или ассимилированы японцами после установления японской администрации (1855). В японский период (1855—1945) архипелаг, в том числе и малые острова, был густо заселён семьями японских рыбаков, которые также разводили здесь и скот. В советский период эти земли были в основном объявлены заповедными и/или приграничными. В XXI веке постоянное гражданское население здесь отсутствует, однако на острове Танфильева круглогодично проживают российские пограничники, а также в режиме ротации регулярно прибывают до нескольких десятков сезонных работников промысловой базы «Зоркая», добывающей кукумарию с использованием труда наёмных рабочих из стран СНГ. Её сушат и отправляют на экспорт в Японию. В советское время её отправляли на Шикотан и консервировали.